# Kilmarnock Football Club
Il Kilmarnock Football Club, meglio noto come Kilmarnock, è una società calcistica scozzese con sede nella città di Kilmarnock. Milita nella Scottish Premiership, la prima divisione scozzese.
Nel suo palmarès c'è un titolo di campione di Scozia conquistato nella stagione 1964-65, tre Scottish Cup e una Scottish League Cup.

## Storia
La fondazione del club risale alle origini del calcio in Scozia e prende le mosse da un gruppo di giocatori di cricket che cercavano uno sport alternativo da praticare al termine della stagione. All'inizio (1869) si dedicarono al rugby (da cui il nome del campo di casa del club, il Rugby Park); ben presto, tuttavia, sia la difficoltà di organizzare gli incontri sia anche la crescente influenza del Queen's Park indusse i giocatori a convertirsi al calcio.
Aggiuntosi in un secondo momento tra gli altri club fondatori della Scottish Football Association nel 1873, il Kilmarnock prese parte alla prima edizione della Coppa di Scozia, nella stagione 1873-1874. Si ritiene inoltre che l'incontro Renton - Kilmarnock 2-0, disputatosi il 18 ottobre 1873, sia il primo mai giocato in tale competizione.
Il primo campionato disputato dal club nei ranghi della Scottish Football League fu nella stagione 1895-1896, in Division Two. Nel 1899 conquistò la prima promozione in Division One.
Nei decenni successivi mantenne il suo posto in massima serie, perlopiù con piazzamenti da seconda metà di classifica; raggiunse al massimo la terza posizione nella stagione 1917-18, a pari merito col Greenock Morton. Tuttavia vinse due Coppe di Scozia, nel 1921 e nel 1929.
Retrocessa per la prima volta nella stagione 1946-47, tornò in Division One sette stagioni dopo.
In campionato visse il suo periodo migliore nella prima parte degli anni '60, culminato col primo titolo di campione scozzese, vinto al termine della stagione 1964-1965 grazie alla migliore differenza reti nei confronti degli Hearts, battuti proprio all'ultima giornata di campionato per 2-0. Il titolo mise fine ad una serie di quattro secondi posti nelle cinque stagioni precedenti.
La successiva Coppa dei Campioni vide il Kilmarnock arrendersi negli ottavi di finale al Real Madrid, futuro vincitore di quell'edizione, con un 2-5 complessivo, frutto di un pareggio per 2-2 nella gara d'andata in Scozia e di una sconfitta per 3-0 a Madrid nel ritorno. In Division One arrivò terzo.
In seguito le prestazioni del Kilmarnock calarono, e la squadra trascorse i successivi decenni alternando stagioni in Premier Division ad altre in First Division (seconda serie), fino a scendere in Second Division nel 1989. Da quell'anno si riprese, tornando in First Division l'anno seguente e poi in Premier Division nella stagione 1993-94.
Nel 1996 vinse la sua terza Scottish Cup, mentre in campionato si classificò quarto per quattro volte tra il 1997 e il 2003.
Il 18 marzo 2012 ha conquistato la sua prima Scottish League Cup battendo in finale il Celtic per 1-0.
Negli anni recenti il Kilmarnock ha conseguito risultati da metà classifica, tranne nella Scottish Premiership 2015-2016, quando è arrivato penultimo e ha mantenuto la massima serie vincendo lo spareggio contro il Falkirk. È poi tornato ai livelli precedenti, classificandosi 7º nel 2016-17 e 5° nel 2017-18.
Nella stagione 2018-19 ricorre il 150º anniversario della fondazione del club, che in Premiership si rivela molto competitivo: durante il campionato si ritrova addirittura capolista per una giornata (la 16ª) e infine si assicura il terzo posto (a pari punti con l'Aberdeen, ma favorito per la differenza reti) e la qualificazione all'Europa League, segnando il miglior piazzamento degli ultimi decenni.
La stagione successiva invece non inizia bene: in Europa League il Kilmarnock viene eliminato al primo turno preliminare dai gallesi del Connah's Quay Nomads e in campionato stanzia a lungo in bassa classifica; un periodo di ripresa prima dell'interruzione della Premiership a causa della pandemia di COVID-19 permette il raggiungimento dell'ottavo posto. 
Nel campionato 2020-2021 sembra riuscire a mantenersi a metà classifica, ma nell'ultima parte di stagione scivola al penultimo posto e si ritrova a disputare lo spareggio promozione-retrocessione contro il Dundee secondo in Championship: il Kilmarnock perde entrambi gli scontri per 2-1 e così retrocede dopo ventotto stagioni consecutive in massima serie.
In Championship 2021-22 il Kilmarnock parte come favorito per la vittoria finale, inizialmente si conferma tale alternandosi al comando con l'Inverness, ma verso metà stagione con un calo di rendimento scivola ai margini della zona play-off. Successivamente riprende a macinare punti, raggiunge e poi supera l'Arbroath riprendendo il primo posto. Infine, la vittoria sull'Arbroath alla penultima giornata certifica la vittoria del torneo e il ritorno in Premiership.
Tornato in massima serie, si classifica decimo nella stagione 2022-23, in cui arriva anche in semifinale di Scottish League Cup; in Premiership 2023-24 invece si piazza al quarto posto, qualificandosi per la Europa League.

## Colori e simboli
I colori sociali del Kilmarnock sono il blu e il bianco, tradizionalmente disposti a strisce verticali nella maglia da gioco; completano la divisa calzoncini bianchi e calzettoni blu, o viceversa.

## Stadio
Lo stadio degli incontri casalinghi del Kilmarnock è il Rugby Park, costruito nel 1899 e con una capienza attuale di 17 889 persone.
L'impianto deve il proprio nome al fatto che il primo sport giocato dalla squadra fosse il rugby, sebbene non fu il primo campo che la squadra utilizzò, avendo giocato nei trent'anni precedenti in tre differenti sedi, tutte in affitto.
Lo stadio ha ospitato in passato incontri della Nazionale scozzese e, in un'occasione, è stato anche teatro di un concerto tenuto da Elton John davanti a 15.000 spettatori. Un albergo a 4 stelle, il Park Hotel, è stato costruito nel 2002 nelle immediate vicinanze dello stadio e fa parte del complesso dell'impianto sportivo.

## Allenatori
- 1919-37  Hugh Spence
- 1937-45  Jimmy McGrory
- 1945-47  Tom Smith
- 1947-48  Tom Mather
- 1948-50  Alex Hastings
- 1950-57  Malky McDonald
- 1957-65  Willie Waddell
- 1965-68  Malky McDonald
- 1968-73  Walter McCrae
- 1973-77  Willie Fernie
- 1977-81  Davie Sneddon
- 1981-84  Jim Clunie
- 1984-88  Eddie Morrison
- 1988-92  Jim Fleeting
- 1992-94  Tommy Burns
- 1994-96  Alex Totten
- 1996-02  Bobby Williamson
- 2002-10  Jim Jefferies
- 2010  Jimmy Calderwood
- 2010-11  Mixu Paatelainen
- 2011-13  Kenny Shiels
- 2013-15  Allan Johnston
- 2015-16  Gary Locke
- 2016  Lee McCulloch
- 2016-17  Lee Clark
- 2017  Lee McCulloch
- 2017-19  Steve Clarke
- 2019  Angelo Alessio
- 2019-21  Alex Dyer
- 2021  James Fowler
- 2021  Tommy Wright
- 2021-22  James Fowler
- 2022-presente  Derek McInnes

## Palmarès

### Competizioni nazionali
- Campionato scozzese: 1

1964-1965
- Coppa di Scozia: 3

1920-1921, 1928-1929, 1996-1997
- Coppa di Lega scozzese: 1

2011-2012
- Division Two/Championship: 3

1897-1898, 1898-1899, 2021-2022

### Competizioni giovanili
- Scottish Youth Cup: 1

2003-2004

### Altri piazzamenti
- Campionato scozzese:

Secondo posto: 1959-1960, 1960-1961, 1962-1963, 1963-1964
Terzo posto: 1917-1918, 1956-1957, 1965-1966, 2018-2019
- Scottish Championship:

Secondo posto: 1953-1954, 1973-1974, 1975-1976, 1978-1979, 1981-1982, 1992-1993
- Coppa di Scozia:

Finalista: 1897-1898, 1931-1932, 1937-1938, 1956-1957, 1959-1960
Semifinalista: 1881-1882, 1882-1883, 1896-1897, 1907-1908, 1930-1931, 1963-1964, 1969-1970, 1971-1972, 1993-1994
- Coppa di Lega scozzese:

Finalista: 1952-1953, 1960-1961, 1962-1963, 2000-2001, 2006-2007
Semifinalista: 1958-1959, 1964-1965, 1973-1974, 1999-2000, 2022-2023
- Scottish Challenge Cup:

Semifinalista: 1990-1991, 2021-2022
- UEFA Fair Play ranking: 1

1998-1999
- Coppa delle Fiere:

Semifinalista: 1966-1967
- Coppa anglo-scozzese:

Semifinalista: 1980-1981

## Statistiche e record

### Partecipazione ai campionati
| Livello | Categoria                 | Partecipazioni | Debutto   | Ultima stagione | Totale |
| ------- | ------------------------- | -------------- | --------- | --------------- | ------ |
| 1°      | Scottish Football League  | 6              | 1915-1916 | 1920-1921       | 96     |
| 1°      | Scottish Division One     | 54             | 1899-1900 | 1974-1975       | 96     |
| 1°      | Scottish Division A       | 1              | 1946-1947 | 1946-1947       | 96     |
| 1°      | Scottish Premier Division | 9              | 1976-1977 | 1997-1998       | 96     |
| 1°      | Scottish Premier League   | 15             | 1998-1999 | 2012-2013       | 96     |
| 1°      | Scottish Premiership      | 11             | 2013-2014 | 2024-2025       | 96     |
| 2°      | Scottish Division Two     | 8              | 1895-1896 | 1953-1954       | 26     |
| 2°      | Scottish Division B       | 4              | 1947-1948 | 1950-1951       | 26     |
| 2°      | Scottish First Division   | 13             | 1975-1976 | 1992-1993       | 26     |
| 2°      | Scottish Championship     | 1              | 2021-2022 | 2021-2022       | 26     |
| 3°      | Scottish Second Division  | 1              | 1989-1990 | 1989-1990       | 1      |

### Primati di squadra
- Vittoria con il massimo scarto: Kilmarnock - Saltcoats Victoria 13-2, Scottish Cup 1896-1897
- Sconfitta con il massimo scarto: Kilmarnock - Celtic 1-9, Division One 1938-1939
- Massima affluenza di pubblico: Kilmarnock - Rangers, quarti di finale Scottish Cup 1961-1962 (35.995 spettatori)

### Statistiche nelle competizioni UEFA
Tabella aggiornata alla stagione 2024-2025.
| Competizione                  | Partecipazioni | G  | V | N | P | RF | RS |
| ----------------------------- | -------------- | -- | - | - | - | -- | -- |
| UEFA Champions League         | 1              | 4  | 1 | 2 | 1 | 4  | 7  |
| Coppa delle Coppe             | 1              | 4  | 1 | 2 | 1 | 5  | 6  |
| Coppa UEFA/UEFA Europa League | 5              | 16 | 5 | 3 | 8 | 10 | 19 |
| UEFA Conference League        | 1              | 4  | 1 | 2 | 1 | 4  | 5  |
| Coppa delle Fiere             | 4              | 20 | 8 | 3 | 9 | 34 | 32 |

### Primati individuali
- Maggior numero di presenze in campionato: Alan Robertson (484, dal 1972 al 1988)
- Miglior marcatore stagionale di campionato: Harry Cunningham (1927-1928) e Andy Kerr (1960-1961), 34 reti
- Miglior marcatore in campionato: Willy Culley (149 reti dal 1911 al 1923)
- Record di presenze in Nazionale: Joe Nibloe (11 incontri per la Nazionale scozzese)
- Cifra più alta incassata da una cessione: 1.900.000 sterline dai Rangers per Steven Naismith nel 2007
- Cifra più alta pagata per un acquisto: 340.000 sterline al St. Johnstone per Paul Wright nel 1995

## Organico

### Rosa 2024-2025
Aggiornata al 16 febbraio 2025.
| N. |                             | Ruolo | Calciatore      |
| -- | --------------------------- | ----- | --------------- |
| 1  | Irlanda (bandiera)          | P     | Kieran O'Hara   |
| 3  | Inghilterra (bandiera)      | D     | Corrie Ndaba    |
| 4  | Galles (bandiera)           | D     | Joe Wright      |
| 5  | Scozia (bandiera)           | D     | Lewis Mayo      |
| 6  | Scozia (bandiera)           | D     | Robbie Deas     |
| 7  | Scozia (bandiera)           | C     | Rory McKenzie   |
| 8  | Irlanda del Nord (bandiera) | C     | Brad Lyons      |
| 9  | Irlanda del Nord (bandiera) | A     | Kyle Vassell    |
| 10 | Irlanda del Nord (bandiera) | C     | Matty Kennedy   |
| 11 | Scozia (bandiera)           | A     | Danny Armstrong |
| 12 | Scozia (bandiera)           | C     | David Watson    |
| 15 | Scozia (bandiera)           | C     | Fraser Murray   |

| N. |                             | Ruolo | Calciatore         |
| -- | --------------------------- | ----- | ------------------ |
| 16 | Scozia (bandiera)           | C     | Kyle Magennis      |
| 17 | Scozia (bandiera)           | D     | Stuart Findlay     |
| 18 | Scozia (bandiera)           | A     | Innes Cameron      |
| 19 | Scozia (bandiera)           | A     | Bruce Anderson     |
| 20 | Scozia (bandiera)           | P     | Robby McCrorie     |
| 22 | Irlanda del Nord (bandiera) | D     | Liam Donnelly      |
| 23 | Galles (bandiera)           | C     | Marley Watkins     |
| 24 | Scozia (bandiera)           | A     | Bobby Wales        |
| 31 | Scozia (bandiera)           | C     | Liam Polworth      |
| 39 | Scozia (bandiera)           | C     | Gary Mackay-Steven |
| 51 | Inghilterra (bandiera)      | D     | Oliver Bainbridge  |

### Staff tecnico
Area tecnica
- Derek McInnes - Allenatore
- Tony Docherty - Vice allenatore
- Paul Sheerin - Vice allenatore
- Fraser Stewart - Allenatore Portieri

## Tifoseria

### Rivalità
La rivalità più sentita è con l'Ayr United, con cui il Kilmarnock disputa il Derby dell'Ayrshire, la contea a cui appartengono le due città.